# 卢瓦尔河畔沙蒂永
卢瓦尔河畔沙蒂永（法語：Châtillon-sur-Loire，法語發音：[ʃatijɔ̃ syʁ lwaʁ]）是法国卢瓦雷省的一个市镇，位于该省东南部，卢瓦尔河左岸，属于蒙塔日区。

## 地理
卢瓦尔河畔沙蒂永（47°35'28"N, 2°45'10"E）面积40.67 平方千米，位于法国中央-卢瓦尔河谷大区卢瓦雷省，该省份为法国中北部省份，北起埃松省，西北接厄尔-卢瓦省，西南接卢瓦-谢尔省，南至涅夫勒省和谢尔省，东临约讷省，东北接塞纳-马恩省。
与卢瓦尔河畔沙蒂永接壤的市镇（或旧市镇、城区）包括：桑特朗日、卢瓦尔河畔博略、卢瓦尔河畔博尼、布里亚尔、贝里地区塞尔努瓦、卢瓦尔河畔乌松、皮埃尔菲特-埃斯布瓦、卢瓦尔河畔圣菲尔曼。
卢瓦尔河畔沙蒂永的时区为UTC+01:00、UTC+02:00（夏令时）。

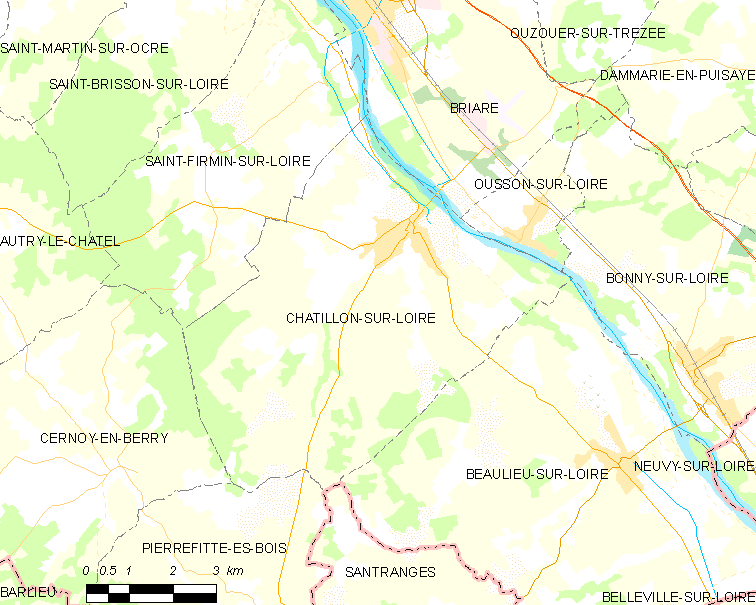
卢瓦尔河畔沙蒂永的OSM定位图

## 行政
卢瓦尔河畔沙蒂永的邮政编码为45360，INSEE市镇编码为45087。

## 政治
卢瓦尔河畔沙蒂永所属的省级选区为日安县。

## 交通
卢瓦雷省省道D49线、D50线、D51线和干线公路D951线在境内交汇。

## 人口

1962-2008年间卢瓦尔河畔沙蒂永人口变化图示

卢瓦尔河畔沙蒂永于2022年1月1日时的人口数量为3152人。